# Mundargi, Devadurga
Mundargi là một làng thuộc tehsil Devadurga, huyện Raichur, bang Karnataka, Ấn Độ.